# Germanische-SS
Le Germanische-SS (SS Germaniche) erano i gruppi paramilitari sorti nelle nazioni occupate dalla Germania nazista tra il 1939 e il 1945 e che vennero sviluppate sul modello delle Schutzstaffel tedesche.
Le Germanische-SS vennero formate sulla falsariga delle Allgemeine-SS, sia da un punto di vista organizzativo, che negli ideali nazisti dell'antisemitismo. Il personale appartenente a tale organizzazione venne impiegato prevalentemente con compiti di polizia locale, e come unità di supporto all'attività della Gestapo, del Sicherheitsdienst, e degli altri uffici del RSHA. Il gruppo più attivo fu quello dei Paesi Bassi, dove le SS Germaniche furono particolarmente attive nella "caccia" agli ebrei e nella conseguente deportazioni nei campi di concentramento e nei campi di sterminio.
Dopo la fine della seconda guerra mondiale, molti dei componenti delle SS Germaniche vennero accusati di tradimento da parte delle corti giudiziarie dei rispettivi paesi, e molti altri vennero coinvolti in diversi processi contro i criminali di guerra.

## Condanna
Il 30 settembre 1946, i giudici del Processo di Norimberga condannarono le SS, dichiarandole un'organizzazione criminale. I giudici sottolinearono questa sentenza dichiarando che: le SS vennero usate per scopi che erano criminali, che comprendevano: la persecuzione e lo sterminio degli ebrei, brutalità ed esecuzioni nei campi di concentramento, eccessi nell'amministrazione dei territori occupati, l'amministrazione del programma di lavoro schiavistico e il maltrattamento e assassinio di prigionieri di guerra (IMT, 1946, Vol. XXII, p. 516, in: Höhne, 1969, p. 3). La sentenza continuava dichiarando che il sospetto di crimini di guerra avrebbe coinvolto tutte le persone che erano state ufficialmente accettate come membri delle SS... che divennero o rimasero membri dell'organizzazione sapendo che veniva usata per commettere atti dichiarati criminali dall'articolo 6 dello statuto di Londra sui crimini di guerra (International Military Tribunal, 1947-1949, Vol. XXII, p. 517 in: Höhne, 1969, p. 3).

## Lista delle organizzazioni delle SS Germaniche
- Paesi Bassi: Nederlandsche SS
- Belgio: Algemeene-SS Vlaanderen
- Norvegia: Norges SS
- Danimarca: Schalburgkorps

Un'organizzazione segreta nazista venne creata anche in Svizzera, e venne conosciuta come Germanische SS Schweiz.
In Francia, per contro, non venne creata nessun gruppo di SS Germaniche, ma è da ricordare che comunque molte delle forze di polizia del Governo di Vichy furono sottoposte anche al controllo diretto degli ufficiali delle SS, e con questi collaborarono alacremente.
Infine, il Britisches Freikorps fu inizialmente considerato come parte delle SS Germaniche, ma in un secondo momento, soprattutto dietro le operazioni di propaganda nazista, divenne parte delle legioni straniere delle Waffen-SS.

## Poster di reclutamento
Per incentivare l'arruolamento nelle unità delle SS Germaniche, specialmente dopo l'attivazione delle sezioni militari, fu molto attiva la propaganda delle SS. Di seguito vengono proposti alcuni tra i più celebri manifesti per il reclutamento nelle Waffen-SS.

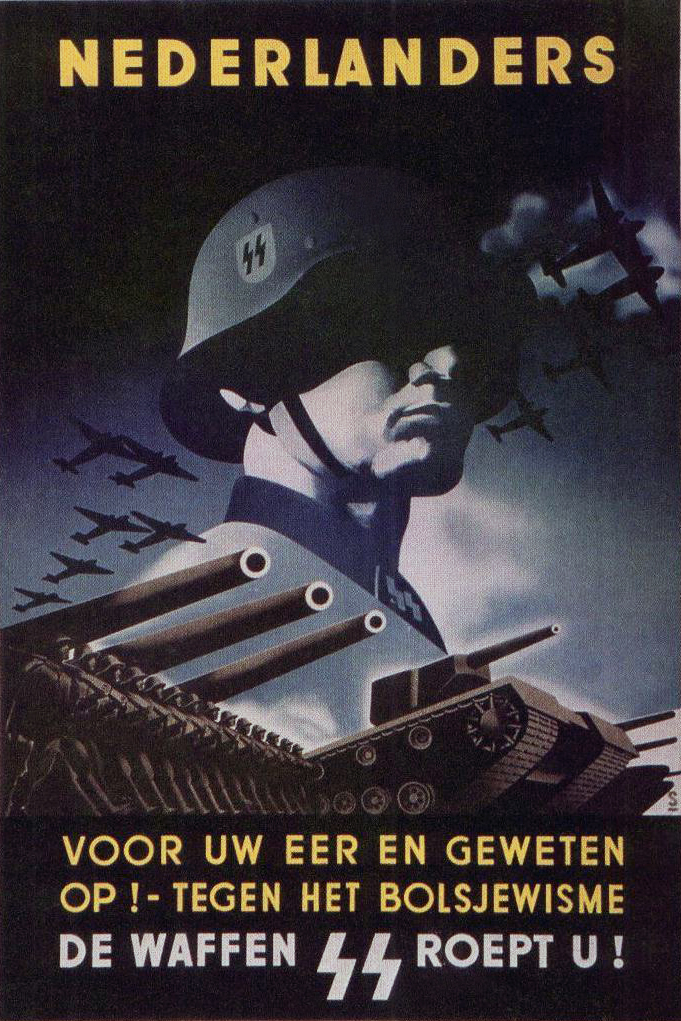
Poster di reclutamento nella divisione Nederland
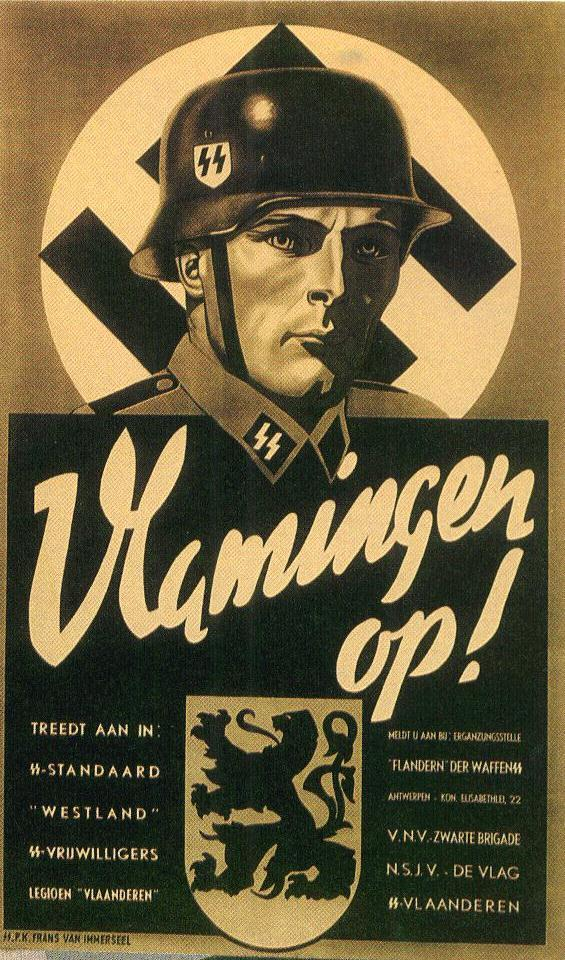
Poster di reclutamento nel reggimento Westland della divisione Wiking
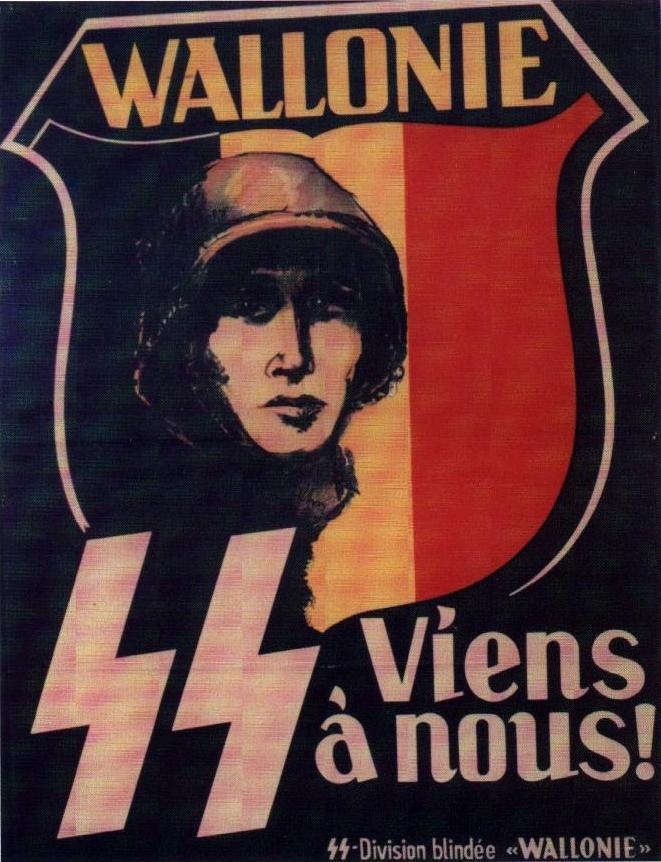
Poster di reclutamento nella divisione Wallonien

## Gradi
Le SS Germaniche mantennero il sistema di identificazione e i gradi delle Schutzstaffel. Le varianti dei nomi e dei gradi dipendono dal particolare paese in cui vennero utilizzate. Di seguito, quindi, una comparazioni dei gradi tra le SS e le SS Germaniche.
| Gradi delle SS equivalenti | Paesi Bassi/Belgio     | Norvegia             | Danimarca       | Mostrine |
| Gradi delle SS equivalenti |                        |                      |                 |          |
| SS-Anwärter                | SS-Maat                |                      |                 | ----     |
|                            |                        |                      |                 |          |
| SS-Mann                    | SS-Man                 | SS-mann              | Schalburgmand   |          |
|                            |                        |                      |                 |          |
| SS-Sturmmann               | SS-Stormman            | SS-stormmann         | Tropsfører      |          |
|                            |                        |                      |                 |          |
| SS-Rottenführer            | SS-Rottenleider        | SS-rodefører         | ----            |          |
|                            |                        |                      |                 |          |
| SS-Unterscharführer        | SS-Onderschaarleider   | SS-nestlagfører      | Overtropsfører  |          |
|                            |                        |                      |                 |          |
| SS-Scharführer             | SS-Schaarleider        | SS-lagfører          | Vagtmester      |          |
|                            |                        |                      |                 |          |
| SS-Oberscharführer         | SS-Opperschaarleider   | SS-nesttroppfører    | Overvagtmester  |          |
|                            |                        |                      |                 |          |
| SS-Hauptscharführer        | SS-Hoofdschaarleider   | SS-troppfører        | Stabsvagtmester |          |
|                            |                        |                      |                 |          |
| SS-Sturmscharführer        | ----                   | ----                 | Fændrik         |          |
|                            |                        |                      |                 |          |
| SS-Untersturmführer        | SS-Onderstormleider    | SS-neststormfører    | Løjtnant        |          |
|                            |                        |                      |                 |          |
| SS-Obersturmführer         | SS-Opperstormleider    | SS-stormfører        | Overløjtnant    |          |
|                            |                        |                      |                 |          |
| SS-Hauptsturmführer        | SS-Hoofdstormleider    | SS-høvedsmann        | Kaptajn         |          |
|                            |                        |                      |                 |          |
| SS-Sturmbannführer         | SS-Stormbanleider      | SS-stormbannfører    | Major           |          |
|                            |                        |                      |                 |          |
| SS-Obersturmbannführer     | SS-Opperstormbanleider | SS-neststandartfører | Oberstløjtnant  |          |
|                            |                        |                      |                 |          |
| SS-Standartenführer        | SS-Standaardleider     | SS-standartfører     | Oberst          |          |
|                            |                        |                      |                 |          |
| SS-Oberführer              | SS-Opperleider         | SS-nestbrigadefører  | ----            |          |
|                            |                        |                      |                 |          |
| SS-Brigadeführer           | SS-Brigadeleider       | SS-brigadefører      | ----            |          |
|                            |                        |                      |                 |          |
| SS-Gruppenführer           | SS-Groepsleider        | Stabsleder           | ----            |          |
|                            |                        |                      |                 |          |
| SS-Obergruppenführer       | SS-Oppergroepsleider   | ----                 | ----            |          |